# Demandes à Charles VI

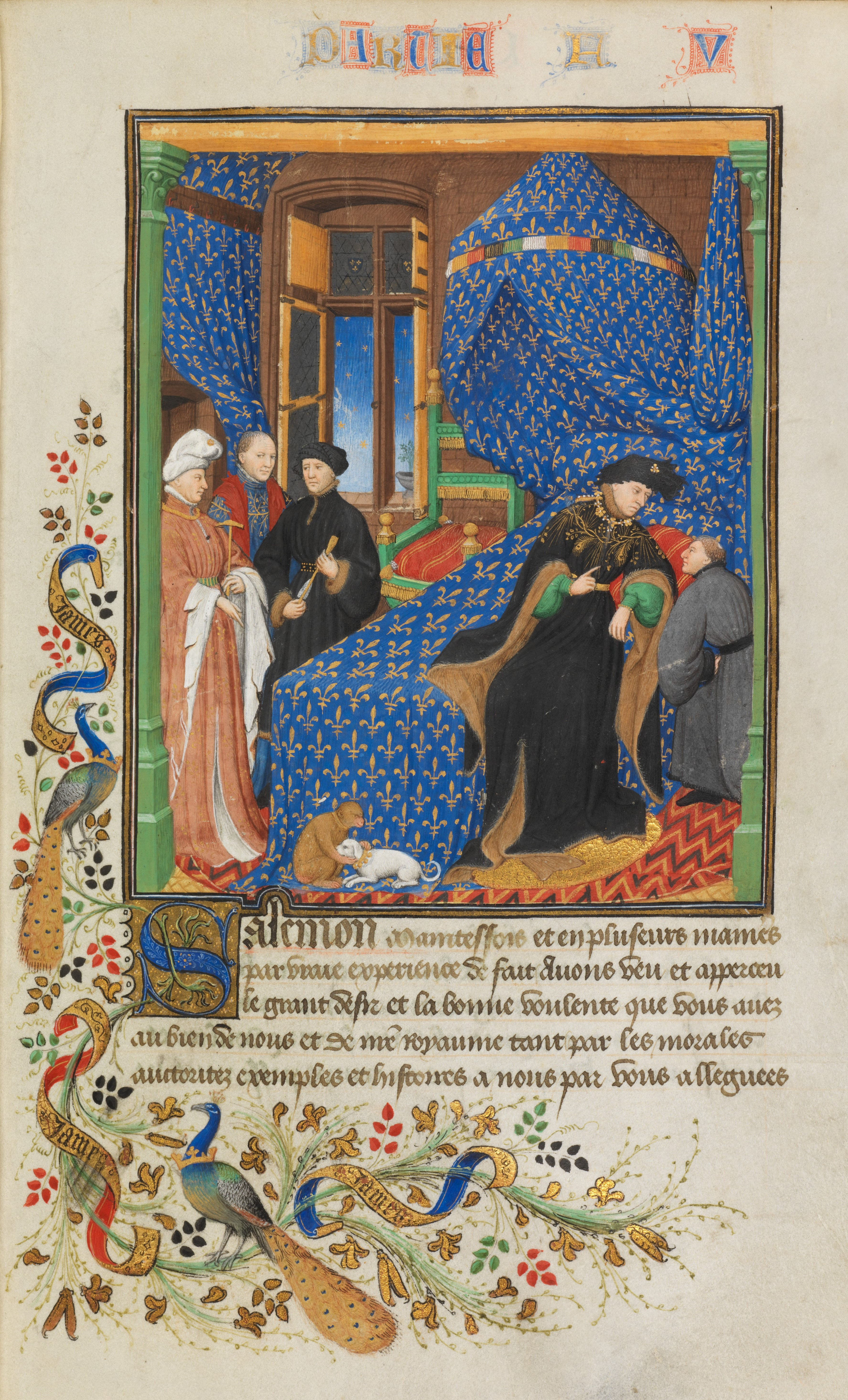
Folio 4: Pierre Salomon in conversazione con il re Carlo VI

Le Demandes à Charles VI (Ms. Français 165) sono un codice miniato del Maestro di Boucicaut, conservato nella Biblioteca di Ginevra. Risale al 1412 circa e ogni foglio misura 20,50x28 cm. Si tratta di uno dei migliori esempi di miniatura di scuola parigina del gotico internazionale.
Il codice miniato mostra tutti i traguardi raggiunti dall'anonimo maestro, forse francese o fiammingo, che grazie alla scoperta di nuove sostanze agglutinanti riuscì ad ottenere colori più brillanti, più trasparenti e più precisi nel dipingere i dettagli minuti.
Per esempio nell'episodio di Pierre Salomon in conversazione con il re Carlo VI (folio 4) si vede un'attenzione straordinaria alla cura dei particolari, come le venature del legno sugli scuretti, o il motivo a spina di pesce del pavimento, o ancora il ritratto del sovrano. La luce è molto accesa, con effetti di grande raffinatezza nel cielo che si vede dalla finestra, dove il blu si trascolora avvicinandosi alla linea dell'orizzonte, uno stratagemma che venne inventato in quel periodo.
Ancora più originale e straordinaria è la concezione spaziale, che mostra una stanza definita in tutti i particolari e contornata da due colonne e un architrave, come se si trattasse di una finestra che "buca" la pagina del libro. L'effetto di continuità spaziale è suggerito anche dalle figure tagliate dalla cornice (il tendaggio, i personaggi laterali), con un'inquadratura di tipo "fotografico". 
Queste caratteristiche pionieristiche verranno riprese da pittori come Jean Fouquet, Jan van Eyck e tutta la scuola fiamminga.